# Licania intrapetiolaris
Licania intrapetiolaris là một loài thực vật có hoa trong họ Cám. Loài này được Spreng. ex Hook.f. mô tả khoa học đầu tiên năm 1867.